# Démocratie-chrétienne guatémaltèque
Pour les articles homonymes, voir Démocratie chrétienne (homonymie).
La Démocratie-chrétienne guatémaltèque (en espagnol : Democracia Cristiana Guatemalteca) est un parti politique guatémaltèque démocrate-chrétien fondé en 1955. Il est membre de l'Organisation démocrate-chrétienne d'Amérique et de l'Internationale démocrate centriste.
Le premier président de la période démocratique du Guatemala, Vinicio Cerezo, qui dirige le pays entre 1986 et 1990, est issu de ce parti.
Lors des élections législatives de 2007, le parti obtient 0,87 % des voix et aucun élu. Son candidat à la présidence, Vinicio Cerezo Blandón, fils de l'ancien président Vinicio Cerezo, n'obtient que 0,5 % des voix.